# 1212 Avenue of the Americas
1212 Avenue of the Americas alternativt 1212 Sixth Avenue är ett höghus som ligger utmed gatan Avenue of the Americas/Sixth Avenue på Manhattan i New York, New York i USA.
Byggnaden uppfördes 1965 som en fastighet för kontorsverksamhet och renoverades 2021. Den har 21 våningar.